# Pallavolo ai XIV Giochi del Mediterraneo - Torneo maschile
Il torneo maschile di pallavolo ai XIV Giochi del Mediterraneo si è svolto dal 2 al 15 settembre 2001 a Tunisi, in Tunisia, durante i XIV Giochi del Mediterraneo. Al torneo hanno partecipato 12 squadre nazionali di stati che si affacciano sul Mar Mediterraneo e la vittoria finale è andata per la quarta volta all'Italia.

## Gironi
| Girone A               | Girone B             | Girone C                  | Girone D                  |
| ---------------------- | -------------------- | ------------------------- | ------------------------- |
| Algeria Libano Tunisia | Cipro Francia Spagna | Grecia San Marino Turchia | Albania Italia Jugoslavia |

## Fase finale

### Finali 1º e 3º posto
|  | Quarti     | Quarti  |         |         | Semifinale         | Semifinale         |  |  | Finale 1º/2º posto | Finale 1º/2º posto |
|  |            |         |         |         |                    |                    |  |  |                    |                    |
|  |            |         |         |         |                    |                    |  |  |                    |                    |
|  |            |         |         |         |                    |                    |  |  |                    |                    |
|  | Tunisia    | 3       |         |         |                    |                    |  |  |                    |                    |
|  | Tunisia    | 3       |         |         |                    |                    |  |  |                    |                    |
|  | Grecia     | ?       |         |         |                    |                    |  |  |                    |                    |
|  | Grecia     | ?       | Tunisia | 3       |                    |                    |  |  |                    |                    |
|  |            |         | Tunisia | 3       |                    |                    |  |  |                    |                    |
|  |            | Francia | 0       |         |                    |                    |  |  |                    |                    |
|  | Francia    | Francia | 0       | 3       |                    |                    |  |  |                    |                    |
|  | Francia    |         |         | 3       |                    |                    |  |  |                    |                    |
|  | Jugoslavia | 2       |         |         |                    |                    |  |  |                    |                    |
|  | Jugoslavia | 2       | Tunisia | 1       |                    |                    |  |  |                    |                    |
|  |            |         | Tunisia | 1       |                    |                    |  |  |                    |                    |
|  |            | Italia  | 3       |         |                    |                    |  |  |                    |                    |
|  | Turchia    | Italia  | 3       | 3       |                    |                    |  |  |                    |                    |
|  | Turchia    |         |         | 3       |                    |                    |  |  |                    |                    |
|  | Algeria    | ?       |         |         |                    |                    |  |  |                    |                    |
|  | Algeria    | ?       | Turchia | ?       | Finale 3º/4º posto | Finale 3º/4º posto |  |  |                    |                    |
|  |            |         | Turchia | ?       | Finale 3º/4º posto | Finale 3º/4º posto |  |  |                    |                    |
|  |            | Italia  | 3       |         |                    |                    |  |  |                    |                    |
|  | Italia     | Italia  | 3       | 3       | Turchia            | 3                  |  |  |                    |                    |
|  | Italia     |         |         | 3       | Turchia            | 3                  |  |  |                    |                    |
|  | Spagna     | ?       |         | Francia | 0                  |                    |  |  |                    |                    |
|  | Spagna     | ?       |         |         | 0                  |                    |  |  |                    |                    |
|  |            |         |         |         |                    |                    |  |  |                    |                    |
|  |            |         |         |         |                    |                    |  |  |                    |                    |

## Classifica finale
| Pos | Squadra    | Rosa |
| --- | ---------- | --- |
|     | Italia     | Formazione: 1 Patriarca, 2 Morsut, 3 Boninfante, 4 Desiderio, 5 Spescha, 6 Cussotto, 7 Fortunato, 8 Farina, 9 Sintini, 10 Gavotto, 11 Cozzi, 12 Černič, CT: Kim |
|     | Tunisia    | |
|     | Turchia    | |
| 4.  | Francia    | |
| 5.  | Spagna     | |
| 6.  | Jugoslavia | |
| 7.  | Grecia     | |
| 8.  | Algeria    | |
| 9.  | Cipro      | |
| 9.  | Libano     | |
| 9.  | San Marino | |